# Ismar Elbogen
Ismar Elbogen (1. září 1874, Schildberg – 1. srpna 1943, New York City), židovským jménem Jicchak Moše Elbogen, byl německo-židovský učenec a rabín.

## Životopis
Elbogen se nejprve vzdělával u svého strýce Jaacova Lavyho, autora Neuhebräischen Wörterbuchs, později na gymnáziu a od roku 1893 v židovském semináři a na univerzitě ve Vratislavi. V roce 1898 promoval. Rabínský diplom obdržel v roce 1899 a pracoval jako docent biblické kritiky a židovských dějin na Collegio Rabbinico Italiano ve Florencii. Od roku 1902 působil na Hochschule für die Wissenschaft des Judentums v Berlíně. Spolupracoval na pětisvazkovém Jüdisches Lexikon (1927–30) a na Encyclopaedia Judaica (1928–34). Po roce 1933 byl členem Reichsvertretung der Deutschen Juden.
Po roce 1938 emigroval do USA, kde až do smrti vyučoval na Jewish Institute of Religion, Jewish Theological Seminary a na Hebrew Union College.

## Dílo (výběr)
- Der Tractatus de Intellectus Emendatione und Seine Stellung Innerhalb der Philosophie Spinozas, dizertace, Vratislav 1898
- In Commemorazione di S. D. Luzzatto, Florencie 1901
- Die Neueste Construction der Jüdischen Geschichte, Vratislav 1902
- Geschichte des Achtzehngebets, 1903
- Die Religionsanschauungen der Pharisäer, 1904
- Der jüdische Gottesdienst in seiner geschichtlichen Entwickelung, Lipsko 1913
- Geschichte der Juden seit dem Untergang des jüdischen Staates, 1919
- Lehren des Judentums (4 sv.), 1920-1924
- Gestalten und Momente aus der jüdischen Geschichte, 1927
- Die Geschichte der Juden in Deutschland, Berlín 1935
- A Century of Jewish Life, Philadelphia 1944 (postum)